# 刺猬 (乐队)
刺猬（英語：Hedgehog）是2005年在中国北京成立的乐队。他们的音乐风格受到了耶稣与玛丽链、雷蒙斯和涅槃的影响。
乐队成员为吉他手兼主唱子健、贝斯手何一帆、鼓手毛毛和负责键盘与和声的西西。前任鼓手为阿童木（石璐）。石璐以其娇小的外貌和狂躁的打鼓风格且成为乐队的焦点之一，其艺名来源于原子小金剛。乐队大部分歌都由子健创作并演唱，有时候石璐也是主唱。主唱子健偶尔会在表演过程中砸吉他。

## 历史
刺猬乐队的前身是2003年成立的失控体乐队，在北京的校园摇滚圈小有名气，发行过一张销量不到三十张的自制专辑《远航》。2004 年底，经后海大鲨鱼乐队鼓手小武介绍，石璐加入乐队，乐队更名为刺猬，2005年10月子健叫来了自己的高中同学博宣担任贝司手，并开始新的音乐创作，刺猬正式成立。
2006年自主发行专辑《Happy Idle Kid》（快乐的懒孩子），2007年，刺猬推出加盟摩登天空后的首张专辑《噪音袭击世界》，该专辑的封面由新裤子乐队的庞宽设计。
2009年发行《白日梦蓝》，同年与后海大鲨鱼和赌鬼乐队进行了在美国长达一个月的巡演。巡演结束后，刺猬的第一任贝斯手朱博宣退出乐队。2010年6月，新贝斯手何一帆加入乐队。
2011年，乐队与Xiu-Xiu一起在美国演出，同年在纽约录制了第一张在国外录制的录音室专辑《阳光、欢乐、枪》（Sun Fun Gun），并于2012年在中国发行专辑。
2018年，刺猬乐队签约了太合集团旗下的新晋厂牌赤瞳音乐，制作专辑《生之响往》，Snapline的吉他兼键盘手李青是这张专辑的制作人。
2019年，乐队参加爱奇艺综艺节目乐队的夏天，并最终取得第三名（Hot 3）的成绩。
2023年3月，乐队在微博官宣鼓手石璐退出乐队，同时官宣鼓手毛毛和负责键盘与和声的西西加入乐队。
202

## 专辑
- 2006：《Happy Idle Kid》
- 2007：《噪音袭击世界》
- 2009：《白日梦蓝》
- 2011：《甜蜜与杀害》
- 2012：《Sun Fun Gun》
- 2014：《幻象波普星》
- 2015：《神经元》
- 2018：《生之响往》
- 2020：《赤子白仙》
- 2022：《乌鸦谷 - 晕晕众生，命命相连 Crow Valley - It's All Connected》

## 个人生活
- 赵子健和石璐从刺猬乐队组建第二年（2008年）成了一对情侣，这段恋情于2013年结束。[10]
- 子健曾经作为程序员在新浪工作过两年。[12]